# Johan Carl Wilcke

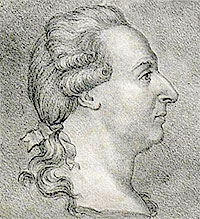
Johan Carl Wilcke

Johan Carl Wilcke (Wismar, 6 september 1732 – Stockholm, 18 april 1796) was een Duits-Zweeds natuurkundige die zich toelegde op de gebieden van de elektriciteit en de thermodynamica.

## Levensloop
Wilckes werd geboren in Zweeds Pommeren als zoon van een uit Duitsland afkomstige predikant. In 1739 werd deze aangesteld als pastoor van de Tyska kyrkan (Duitse kerk) in Stockholm, waar Johan de Duitse school bezocht. Had hij zijn vaders plannen gevolgd dat zou eveneens theoloog zijn geworden. Maar tijdens zijn studie aan de universiteit van Rostock trof hij Franz Aepinus, de zoon van een vriend van zijn vader. Deze zorgde ervoor dat Wilckes geobsedeerd werd door de natuurwetenschappen, en in het bijzonder de natuurkunde. Als Aepinus in 1755 als astronoom naar Berlijn gaat, neemt hij Wilcke mee. Beiden deden ze daar onderzoek naar elektriciteit en magnetisme en waren ze leerlingen van Euler. Een van de bekendste werken van Wilcke uit die tijd was de vertaling van Benjamin Franklins 'Brieven over de elektriciteit'.
Nadat Aepinus in 1757 naar Sint-Petersburg was vertrokken, keerde Wilcke terug naar Stockholm. In 1759 werd hij de eerste 'Tham-docent' in de experimentele natuurkunde aan de Koninklijke Zweedse Academie voor Wetenschappen, een positie die gecreëerd werd door een donatie van de rijke handelaar Sebastian Tham. Hij werd titulair professor in 1770 en de vaste secretaris van de academie in 1784. Hij overleed op 63-jarige leeftijd.

## Verdiensten
Wilcke deed belangrijk onderzoek op het gebied van elektriciteits- en warmte-theorieën. Hij deed de ontdekking van diëlektrische polarisatie zestig jaar voor Faraday. In 1764 vond hij de elektrofoor uit, een elektrostatische generator, benoemd en populair gemaakt in 1775 door Alessandro Volta. Eerder, in 1759, publiceerde hij een belangrijk werk over elektriciteit 'De Electricitatibus Contrariis', waarin hij aangaf dat het te eenvoudig was om aan te nemen dat er twee totaal verschillende soorten elektriciteit bestaan – het vitreous (glasachtig) en resinous (harsachtig) van Charles du Fay – die hun eigen soort afstoten maar de andere aantrekken. Naar zijn inzicht waren beide soorten met elkaar verbonden, omdat bij wrijving beide soorten lading geproduceerd kon worden.
In 1772 berekende hij de latente warmte van ijs. Andere onderzoeksgebieden waren het aardmagnetisme en meteorologische verschijnselen zoals onweer, tornados en cyclonen. Samen met Aepinus stelde hij het fenomeen vast van pyro-elektriciteit, waarbij bij verhitting bepaalde kristallen een tegengestelde lading krijgen aan tegenoverliggende zijdes.